# Осокино (Куликовское сельское поселение)
Осо́кино — остановочный пункт (населённый пункт) в Калачинском районе Омской области России. Входит в состав Куликовского сельского поселения.

## История
Основан в 1896 году. В 1928 году разъезд состоял из 11 хозяйств, основное население — русские. В административном отношении находился в составе Архиповского сельсовета Калачинского района Омского округа Сибирского края.

## Население
| 2002 | 2010 |
| ---- | ---- |
| 94   | ↗97  |

## Улицы
В населённом пункте имеются две улицы: Берёзовая и Железнодорожная.